# Dominów (Lublin)
Pour les articles homonymes, voir Dominów.
Dominów (prononciation : [dɔˈminuf]) est un village polonais de la gmina de Głusk dans le powiat de Lublin de la voïvodie de Lublin, situé dans l'est de la Pologne.
Ce village se situe à environ 13 kilomètres au sud-ouest de Lublin, siège du powiat ainsi que capitale de la voïvodie.

## Histoire
De 1975 à 1998, le village est attaché administrativement à l'ancienne Voïvodie de Lublin.

Depuis 1999, il fait partie de la nouvelle voïvodie de Lublin.